# Qezel Gonbad
Qezel Gonbad (persiska: قزل گنبد) är en ort i Iran.   Den ligger i provinsen Västazarbaijan, i den nordvästra delen av landet, 500 km väster om huvudstaden Teheran. Qezel Gonbad ligger 1 376 meter över havet och antalet invånare är 185.
Terrängen runt Qezel Gonbad är huvudsakligen lite kuperad. Qezel Gonbad ligger nere i en dal.Runt Qezel Gonbad är det ganska glesbefolkat, med 50 invånare per kvadratkilometer. Närmaste större samhälle är Qarah Gūyoz, 4,5 km öster om Qezel Gonbad. Trakten runt Qezel Gonbad består i huvudsak av gräsmarker.